# Анна фон Брауншвайг-Гьотинген
Анна фон Брауншвайг-Гьотинген (на немски: Anna von Braunschweig-Göttingen; * 1387; † 27 октомври 1426) от род Велфи (Стар Дом Брауншвайг), е принцеса от Брауншвайг-Гьотинген и чрез женитби маркграфиня на Майсен и графиня на Хенеберг-Шлойзинген.

## Произход
Тя е дъщеря на херцог Ото I фон Гьотинген (1340 – 1394) и втората му съпруга Маргарета фон Берг (1364 – 1442), дъщеря на херцог Вилхем I фон Берг и Анна фон Пфалц. По баща е внучка на херцог Ернст I фон Брауншвайг-Гьотинген и на Елизабет фон Хесен.
Анна е погребана в манастир Весра.

## Фамилия
Първи брак: преди 7 май 1403 г. с маркграф Вилхелм I фон Майсен (1343 – 1407) от род Ветини. Тя е втората му съпруга. Той умира през 1407 г. Бракът е бездетен.
Втори брак: преди 30 май 1413 г. с граф Вилхелм I (II) фон Хенеберг-Шлойзинген (1384 – 1426). Те имат децата:
- Вилхелм II (1415 – 1444), граф на Хенеберг-Шлойзинген, женен 1434 г. Катарина фон Ханау (1408 – 1460)
- Анна (1416)
- Мехтилд (1418)
- Маргарета (1419)
- Анна (* 26 януари 1421; † сл. 3 март 1455), омъжена за Конрад VII, господар на Вайнсберг († 1446/1448), син на Енгелхард VIII фон Вайнсберг и Анна фон Лайнинген-Хартенбург
- Хайнрих XI (1422 – 1475), духовник до 1445 г.
- Агнес (1424)
- Аделхайд (1426)
- Маргарета († 1491)